# Reol
Reol (れをる, Rōmaji: Reworu, * 9. November 1993 Präfektur Nagano, Japan) ist eine japanische Sängerin, Songwriterin, Rapperin und Musikproduzentin. Sie war Teil der J-Pop-Band REOL. Derzeit steht Reol bei Victor Entertainment unter Vertrag.

## Karriere
Ab Ende 2012 fing Reol an, eigene Songs sowie Coversongs auf den Videoportalen Nico Nico Douga und YouTube hochzuladen. Am 17. August 2014 veröffentlichte sie das Kompilations-Album No Title+ zusammen mit GigaP, Videodirektor Okiku und Produzent Key unter dem Namen Anyosupenyosuyaya. Der Gesang zum Album kommt von den Vocaloid-Stimmen Hatsune Miku, GUMI und Megurine Luka. Veröffentlicht wurde das Album von japanischen Musiklabel Celo Project. Das Album No Title- enthält alle Titel wie No Title+, jedoch mit der Stimme von Reol. Zusammen mit Nqrse, GigaP und Okiku wurde die Single LUVORATORRRRRY! veröffentlicht. Das zugehörige Musikvideo konnte auf YouTube bis heute mehr als 67,1 Millionen Aufrufe erreichen und wurde der größte kommerzielle Erfolg der Gruppe.
Ihre erste Solo-Veröffentlichung präsentierte Reol am 29. Juli 2015 als Album mit dem Titel Gokusaishiki. Das Album erreichte die Top 10 der japanischen Album-Charts. Im selben Jahr unterschrieb sie zusammen mit GigaP und Okiku einen Plattenvertrag bei Toy's Factory als Musikgruppe mit dem Namen REOL. Am 18. August zeigte sich Reol erstmals im Musikvideo zur Single Give me a break Stop now.
Das Debütalbum Sigma wurde am 19. Oktober 2016 veröffentlicht und erreichte Platz acht der Oricon Weekly Albums Charts.
Im August 2017 kündigte die Band REOL ihre Auflösung an. Diese solle nach ihrem letzten Live-Auftritt sein. Am 11. Oktober 2017 wurde das letzte Projekt der Gruppe REOL mit dem Namen entiled Endless EP veröffentlicht.
Ein erneuter Vertragswechsel diesmal zum Label Victor Entertainment fand im Januar 2018 statt. Am 5. März wurde dann das Musikvideo zu „エンド“ (Rōmaji: Endo) als Single für ihre Solokünstler-Debüt-EP veröffentlicht. Die dazugehörige EP Kyokoushu wurde am 14. März herausgegeben. Bis zur Bekanntgabe ihres Albums Jijitsujo (事実上) am 17. Oktober wurden zwei weitere Singles veröffentlicht. Im Juli 2018 zunächst Saisaki gefolgt von Sairen im August. Das Musikvideo zur dritten Single Gekihaku wurde am 19. Dezember veröffentlicht. Reol war Teil des Albums Silent Planet:Infinity von Künstler TeddyLoid als Feature mit dem Titel Winners. Ihren ersten Live-Auftritt absolvierte sie mit der MADE IN FACTION-Tour in Japan und anschließend in China.
2019 wurde am 30. März die EP Bunmei sowie die Musikvideos zu Utena und Lost Paradise veröffentlicht. Im selben Jahr führte sie ihre zweiten Japan-Tour mit dem Namen Reol Secret Live durch. Die Single Phanto(me) wurde am 24. Juli veröffentlicht.
Am 22. Januar 2020 veröffentlichte Reol ihr zweites Album Kinjitou (金字塔). Dieses enthält 11 Titel und die digitalen Singles: Phanto(me), HYPE MODE und 1LDK.
Als erste weibliche japanische Künstlerin schaffte Reol es am 27. September in die Artists on the Rise.
In erneuter Kollaboration mit GigaP entstand das Musikvideo mit dem Titel Q? am 4. November 2020. Am 15. Oktober 2021 wurde das Musikvideo mit dem Titel White Midnight veröffentlicht und am 24. November 2021 wurde die Single Boy ebenfalls mit einem Musikvideo gedreht. Beide Singles wurden daraufhin in das darauffolgende Minialbum THE SIXTH SENSE, welches am 15. Dezember 2021 veröffentlicht wurde, hinzugefügt.

## Diskografie

### Studioalben
| Jahr | Titel                 | Höchstplatzierung, Gesamtwochen, AuszeichnungChartsChartplatzierungen (Jahr, Titel, Platzierungen, Wochen, Auszeichnungen, Anmerkungen) | Anmerkungen                                             |
| Jahr | Titel                 | JP | Anmerkungen                                             |
| ---- | --------------------- | --- | ------------------------------------------------------- |
| 2015 | Gokusaishiki (極彩色) | JP9 (6 Wo.)JP | Erstveröffentlichung: 29. Juli 2015 als れをる (Reworu) |
| 2016 | No Title-             | — | Erstveröffentlichung: 2016                              |
| 2018 | Jijitsujo (事実上)    | JP18 (5 Wo.)JP | Erstveröffentlichung: 10. Oktober 2018                  |
| 2020 | Kinjitou (金字塔)     | JP11 (6 Wo.)JP | Erstveröffentlichung: 22. Januar 2020                   |

### EPs
| Jahr | Titel              | Höchstplatzierung, Gesamtwochen, AuszeichnungChartsChartplatzierungen (Jahr, Titel, Platzierungen, Wochen, Auszeichnungen, Anmerkungen) | Anmerkungen                         |
| Jahr | Titel              | JP | Anmerkungen                         |
| ---- | ------------------ | --- | ----------------------------------- |
| 2018 | Kyoko Shu (虚構集) | JP15 (3 Wo.)JP | Erstveröffentlichung: 14. März 2018 |
| 2019 | Bunmei (文明)      | JP10 (3 Wo.)JP | Erstveröffentlichung: 20. März 2019 |
| 2021 | Dai Rokkan         | — | Erstveröffentlichung: 2021          |

### Singles
| Jahr | Titel Album                                   | Höchstplatzierung, Gesamtwochen, AuszeichnungChartsChartplatzierungen (Jahr, Titel, Album, Platzierungen, Wochen, Auszeichnungen, Anmerkungen) | Anmerkungen                                                                                                  |
| Jahr | Titel Album                                   | JP | Anmerkungen                                                                                                  |
| ---- | --------------------------------------------- | --- | --- |
| 2018 | Heimenkyou (平面鏡) Kyoko Shu (虚構集)        | — | Erstveröffentlichung: 2018                                                                                   |
| 2018 | Saisaki (サイサキ) Jijitsujo (事実上)         | — | Erstveröffentlichung: 2018 Titelsong zum Image-Films des HAL Collage (englisch)                              |
| 2018 | Sairen Jijitsujo (事実上)                     | — | Erstveröffentlichung: 2018 Abspann-Titel der zweiten Staffel zum Anime Major 2nd                             |
| 2019 | Lost Paradise (失楽園) Bunmei (文明)          | — | Erstveröffentlichung: 2019                                                                                   |
| 2019 | Phanto(me) (ゆーれいずみー) Kinjitou (金字塔) | — | Erstveröffentlichung: 2019                                                                                   |
| 2019 | Hype Mode Kinjitou (金字塔)                   | — | Erstveröffentlichung: 2019                                                                                   |
| 2020 | 1LDK Kinjitou (金字塔)                        | — | Erstveröffentlichung: 2020                                                                                   |
| 2020 | The Sixth Sense (第六感) Dai Rokkan           | JP— Gold (Download) + Platin (Streaming)JP | Erstveröffentlichung: 2020 Titelsong zum Image-Films des „BOAT RACE 2020“ japanische Seite des Veranstalters |
| 2020 | Q? Dai Rokkan                                 | — | Erstveröffentlichung: 2020 Zweiter Abspann-Titel von Digimon Adventure:                                      |
| 2021 | White Midnight Dai Rokkan                     | — | Erstveröffentlichung: 2021 Titelsong zum Smartphone-Spiel Alchemy Stars                                      |
| 2021 | Boy Dai Rokkan                                | — | Erstveröffentlichung: 2021                                                                                   |
| 2022 | Naked –                                       | — | Erstveröffentlichung: 2022                                                                                   |
| 2022 | Agitate –                                     | — | Erstveröffentlichung: 2022                                                                                   |

### Videoalben
| Jahr | Titel | Höchstplatzierung, Gesamtwochen, AuszeichnungChartsChartplatzierungen (Jahr, Titel, Platzierungen, Wochen, Auszeichnungen, Anmerkungen) | Anmerkungen                             |
| Jahr | Titel | JP | Anmerkungen                             |
| ---- | --- | --- | --------------------------------------- |
| 2020 | Reol Japan Tour 2020 A Great Order of Hameln -Interlinked- (Reol Live 2019–2020 ハーメルンの大号令 / 侵攻アップグレード) | — | Erstveröffentlichung: 23. Dezember 2020 |